# Lepanthes prora
Lepanthes prora är en orkidéart som beskrevs av Carlyle August Luer. Lepanthes prora ingår i släktet Lepanthes och familjen orkidéer.
Artens utbredningsområde är Panamá. Inga underarter finns listade i Catalogue of Life.